# Diocesi di Martana

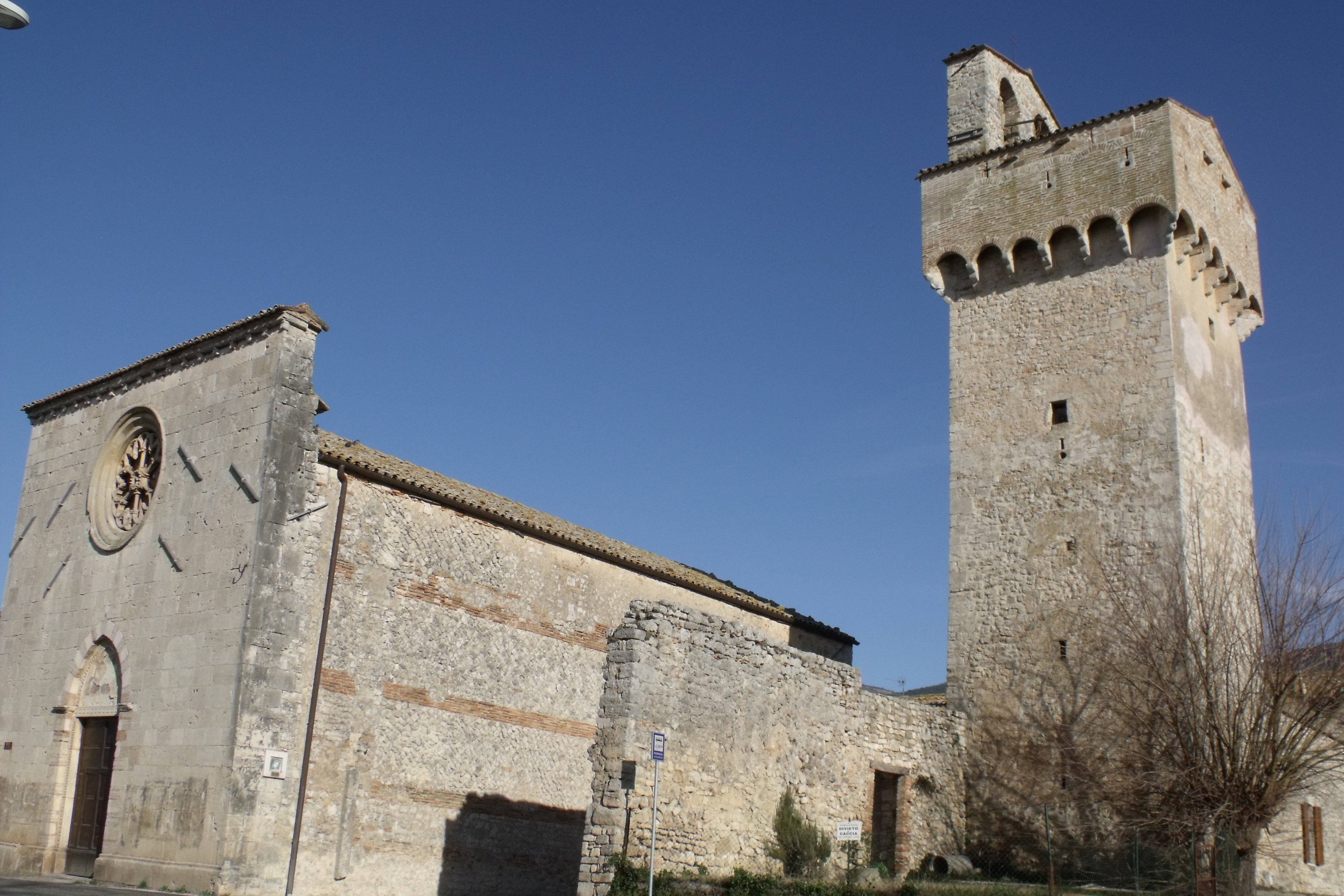
La chiesa di Santa Maria in Pantano.

La diocesi di Martana (Martanae Tudertinorum) (in latino: Dioecesis Martanaensis) è una sede soppressa e sede titolare della Chiesa cattolica.

## Storia
Nell'odierno comune di Massa Martana, nei pressi della chiesa di Santa Maria in Pantano, sorge l'area archeologica del Vicus Martis Tudertium, che era una mansio lungo il percorso della Flamina vetus, menzionata nell'Itinerarium Gaditanum (I secolo), nell'Itinerarium Antonini (III/IV secolo) e nella Tavola peutingeriana.
In attesa dei risultati degli scavi archeologici tuttora in corso, la più importante testimonianza sulla presenza cristiana nel territorio è la catacomba scavata sul pendio orientale della collina di Monticastri, tra Carsulae e Vicus Martis. Si tratta dell'unica catacomba conosciuta dell'Umbria, ancora attiva durante il IV e il V secolo.
La tradizione attesta l'esistenza di una diocesi nel Vicus Martis Tudertium, a cui vengono attribuiti due santi vescovi: san Brizio, vissuto nel I secolo e celebrato il 9 luglio, il quale è però ricordato come protovescovo da diverse diocesi umbre; e san Felice, martire dell'inizio del IV secolo, che secondo una passio medievale fu decapitato il 30 ottobre, giorno della sua commemorazione.
Sono stati espressi dubbi sulla reale esistenza di una diocesi nel Vicus Martis Tudertium, non attestata da alcuna fonte coeva. Secondo quanto scrive Andrea Czortek, «assai discutibile è l'esistenza di una diocesi a Martana, già esclusa con convincenti argomentazioni dal Lanzoni, dal Bullough e dal Bartoli Langeli, ma recentemente riproposta dal Nessi».
Dal 1966 Martana è annoverata tra le sedi vescovili titolari della Chiesa cattolica; dal 15 giugno 2021 l'arcivescovo, titolo personale, titolare è Visvaldas Kulbokas, nunzio apostolico in Ucraina.

## Cronotassi

### Vescovi residenziali
- San Brizio ? † (I secolo)
- San Felice ? † (inizio IV secolo)

### Vescovi titolari
- Roberto Carniello † (2 aprile 1967 - 7 ottobre 1975 nominato vescovo di Volterra)
- Alejandro Jiménez Lafeble † (21 novembre 1975 - 12 dicembre 1983 nominato vescovo di Valdivia)
- Pier Giacomo De Nicolò † (14 agosto 1984 - 3 aprile 2021 deceduto)
- Visvaldas Kulbokas, dal 15 giugno 2021